# Alangium qingchuanense
Alangium qingchuanense är en kornellväxtart som beskrevs av M. Y. He. Alangium qingchuanense ingår i släktet Alangium och familjen kornellväxter. Inga underarter finns listade i Catalogue of Life.